# Łódzkie Sportowe Towarzystwo Waterpolowe
Łódzkie Sportowe Towarzystwo Waterpolowe (ŁSTW Łódź) – jednosekcyjny klub sportowy z Łodzi posiadający sekcję piłki wodnej. Najbardziej utytułowany klub piłki wodnej w Polsce.

## Historia klubu
ŁSTW Łódź zostało założone w 1997 roku i jest kontynuatorem tradycji sekcji waterpolowej klubu Anilana Łódź. Piłka wodna w Anilanie była uprawiana od 1959 do 1997 (w latach 1959–1963 pod nazwą KS Unia Łódź). W roku 1997 sekcja piłki wodnej została przejęta przez ŁSTW Łódź. Drużyna startowała jednak w rozgrywkach pod nazwą „Anilana” do roku 2000.
Piłkarze Anilany zdobyli tytuły mistrzów Polski seniorów w latach: 1992 i 1993, a wśród juniorów w latach: 1969, 1972, 1987–1990. Piłkarze ŁSTW zdobyli w latach 1999–2000 dwa tytuły mistrzów Polski seniorów pod nazwą Anilana Łódź, a kolejne od 2002 już jako Łódzkie Sportowe Towarzystwo Waterpolowe.
W latach 2002–2007, 2009–2011, 2013–2015, 2017–2019 i 2023 ŁSTW zdobyło Puchar Polski.
Od listopada 2011 klub występował pod nazwą ŁSTW Uniwersytet Łódzki i rozgrywał mecze na basenie Uniwersytetu Łódzkiego przy ulicy Styrskiej. W sezonie 2017/2018 startował pod nazwą ŁSTW Politechnika Łódzka i grał na pływalni centrum sportowego Politechniki Łódzkiej.
9 listopada 2018 klub otrzymał Odznakę „Za Zasługi dla Miasta Łodzi” (nadaną uchwałą nr LXXVI/2069/18 Rady Miejskiej w Łodzi z dnia 10 października 2018).
8 maja 2022 po zwycięstwie w spotkaniu ligowym z Waterpolo Poznań 13:6, klub na kolejkę przed końcem rozgrywek Ekstraklasy zapewnił sobie 20. tytuł Mistrza Polski w Piłce Wodnej.

## Sukcesy
Łącznie Anilany Łódź i ŁSTW
- Mistrzostwo Polski: ( 20x ) 1992, 1993, 1999, 2000, 2002, 2003, 2004, 2005, 2006, 2007, 2009, 2010, 2011, 2013, 2014, 2015, 2017, 2018, 2019, 2022
- Puchar Polski: ( 16x ) 2002, 2003, 2004, 2005, 2006, 2007, 2009, 2010, 2011, 2013, 2014, 2015, 2017, 2018, 2019, 2023[8]
- Mistrzostwo Polski Juniorów: ( 8x ) 1969, 1972, 1987, 1988, 1989, 1990, 2006, 2007

Królowie strzelców Ekstraklasy w barwach ŁSTW:
- Vadym Skuratov (4x): 2002, 2005, 2006, 2007
- Piotr Michalski (3x): 2016, 2017, 2019
- Michał Bar (2x): 2012, 2013
- Grzegorz Knap (1x): 2001
- Maciej Drzewiński (1x): 2004
- Jarosław Terała (1x): 2004

## Sponsorzy i partnerzy Łódzkiego Sportowego Towarzystwa Waterpolowego w sezonie 2024/2025
- Sponsor główny: Politechnika Łódzka
- Partner techniczny: Keeza
- Partner strategiczny: Łódź
- Sponsorzy: Varitex Sp. z o.o., Jamir i Wspólnicy Sp. J., Universal Odszkodowania, QED Edukacja, Wiesz co Jesz S.C.